# Ben Eoin Provincial Park
Ben Eoin Provincial Park är en park i Kanada.   Den ligger i provinsen Nova Scotia, i den östra delen av landet, 1 200 km öster om huvudstaden Ottawa. Ben Eoin Provincial Park ligger 49 meter över havet. Den ligger på ön Kap Bretonön.
Terrängen runt Ben Eoin Provincial Park är platt åt nordost, men åt sydväst är den kuperad. En vik av havet är nära Ben Eoin Provincial Park västerut. Runt Ben Eoin Provincial Park är det ganska glesbefolkat, med 34 invånare per kvadratkilometer.. 
I omgivningarna runt Ben Eoin Provincial Park växer i huvudsak blandskog.